# لیلا گوون
لیلا گوون (۱۹۶۴ در جهان‌بیگ‌لی، قونیه در ترکیه -) شهردار سابق ویران‌شهر در استان شانلی‌اورفه در ناحیه آناتولی جنوب شرق از حزب جامعه دموکراتیک (د.ت. پ) بود که در انتخابات محلی ترکیه در مارس ۲۰۰۹ بدین سمت انتخاب شده‌بود.

## زندگی
لیلا گوون هفتمین و کوچک‌ترین فرزند یک خانوادهٔ کرد بود که در شهر جهان‌بیگ‌لی در قونیه زندگی می‌کردند. او مجبور به ازدواج اجباری شد و دو فرزند به دنیا آورد که به ناچار از آن‌ها جدا شد. لیلا گوون در سال ۱۹۸۰ به دلایل خانوادگی به آلمان رفت و مدتی بعد در سال ۱۹۸۵ به ترکیه بازگشت.
لیلا گوون در سال ۱۹۹۴ وارد شاخهٔ قونیهٔ حزب دموکراسی خلق شد. او چندین سال در این حزب به عنوان مسئول شاخهٔ استانی زنان این حزب فعالیت کرد تا اینکه در سال ۲۰۰۳ حزب منحل شد. این مسئله سبب برخوردهای قانونی شد. او در سال ۲۰۰۰ در یک تظاهرات مربوط به حزب دموکراسی خلق دستگیر شد.
لیلا گوون در انتخابات محلی سال ۲۰۰۴ که از طرف حزب سوسیال دموکرات خلق (س.ه. پ) به عنوان شهردار کوچوک‌دیکیلی در استان آدانا انتخاب شد. او در سال ۲۰۰۶ به دلیل امضای اعتراض‌نامهٔ تلویزیون روژ به نخست‌وزیر دانمارک بار دیگر دچار پیگرد حقوقی شد. او در اکتبر ۲۰۰۷ به همراه چهار شهردار دیگر به دلیل اعلام همبستگی با عثمان کسر شهرداری که دستگیر شده‌بود، بازداشت شد.
لیلا گوون یکی از امضاءکنندگان بیانیهٔ «فراخوان برای توافق صلح‌آمیز مسئلهٔ کرد در ترکیه» بود که در سال ۲۰۰۸ در اینترنشنال هرالد تریبیون به چاپ رسید. او در سپتامبر ۲۰۰۹ به عنوان عضو کنگرهٔ شورای اروپا منصوب شد و در مباحثات جلسات عمومی این کنگره در ۱۴ اکتبر ۲۰۰۹ که دربارهٔ وضعیت دموکراسی محلی در جنوب شرقی آناتولی برگزار شد، سخنرانی کلیدی بود.
لیلا گوون در ۲۴ دسامبر ۲۰۰۹ در موج دستگیری فله‌ای سیاستمداران کرد بازداشت شد. محاکمهٔاو در اکتبر ۲۰۱۰ آغاز شد. مسئول دفتر خبرگزاری بی‌بی‌سی در استانبول دربارهٔ این بازداشت‌ها گفت که دادستان‌های ترکیه «درواقع مشغول از بین بردن بخت اندک برای دیالوگ میان دولت و بزرگ‌ترین اقلیت کشور هستند.» توماس هامربرگ کمیسر شورای اروپا در امور حقوق بشر در مه ۲۰۱۰ با لیلا گوون در زندان دیاربکر ملاقات کرد و بیانیه‌ای را در رابطه با بازداشت دنباله‌دار تعداد زیادی از نمایندگان منتخب کرد منتشر کرد. گوون پس از چهار سال حبس، در ژوئیهٔ ۲۰۱۴ به همراه ۳۰ نمایندهٔ منتخب دیگر در دیاربکر آزاد شد.
لیلا گوون در ۲۲ ژانویهٔ ۲۰۱۸ بار دیگر دستگیر شد و در روز ۳۱م به دلیل انتقاد از مداخلهٔ نظامی حکومت ترکیه در عفرین با عنوان شاخهٔ زیتون مورد پیگرد قرار گرفت. او در انتخابات مجلس ترکیه در ۲۴ ژوئن ۲۰۱۸ به عنوان نمایندهٔ حوزهٔ انتخابیهٔ حکاری به مجلس ترکیه راه یافت. مطابق با قوانین ترکیه نمایندگان مجلس دارای مصونیت قضایی هستند و به همین دلیل قاضی در روز ۲۹ ژوئن ۲۰۱۸ دستور به آزادی او داد، اما حکم پیش از آزادی او مورد تجدید نظر قرار گرفت و منجر به آزادی گوون نشد.

## اعتصاب غذا
لیلا گوون در ۷ نوامبر ۲۰۱۸ اعلام کرد که قصد دارد در اعتراض به حصر عبدالله اوجالان در زندان جزیره ایمرالی دست به اعتصاب غذا بزند. نزدیک به ۲۵۰ زندانی سیاسی با اعلام اعتصاب غذای نامحدود به گوون پیوستند. او در حین اعتصاب غذا تنها ویتامین ب و آب نمک و آب قند دریافت می‌کند. لیلا گوون در روز ۲۵ ژانویهٔ ۲۰۱۹ پس از ۷۹ روز اعتصاب غذا در انتظار محاکمه آزاد شد، اما پس از آزادی نیز اعلام کرد که به اعتصاب غذای خود ادامه خواهد داد و اعلام کرد که هدف او نه آزادی خودش، بلکه رفع حصر از عبدالله اوجالان بوده‌است.

## نامه به زندانیان فلسطینی
در ۲۷ اکتبر ۲۰۲۱ لیلا گوون که خود در بند زنان زندان الازیغ دوران حبس را می‌گذراند با نگارش نامه‌ای به زندانیان فلسطینی که در زندان‌های اسرائیل دست به اعتصاب غذا زده‌بودند با آن‌ها اعلام همدردی کرد و با توصیف وضعیت مشابه مردم کُرد و فلسطینی و مبارزات آن‌ها گفت که در سدۀ بیست و یکم که پای انسان به فضا رسیده و انسان‌ها در فضا خانه می‌سازند، کردها و فلسطینی‌ها هنوز هم باید در سرزمین خودشان مانند پناهنده زیر بار ستم به زندگی ادامه دهند.